# Glenn Talbot
El Mayor (más tarde Coronel) Glenn Talbot es un personaje ficticio y un supervillano armado de Marvel Comics. Fue creado en 1964 y apareció por primera vez en Tales To Astonish #61.
Él era un compatriota cercano al General Thunderbolt Ross y un participante activo en sus operaciones para matar a Hulk. Su golpe más importante fue descubrir e informar a sus superiores de que el Dr. Bruce Banner físicamente se transformaba en Hulk, lo que hizo al científico un fugitivo buscado. Talbot es constantemente retratado como un hombre valiente, ingenioso y ferozmente patriótico que antepone el bien de su país a todo lo demás. Se siente atraído románticamente por Betty Ross, quien está enamorada de Bruce Banner, lo que le da más fuerza a su enemistad por Hulk. Aunque Talbot fue usado principalmente como un rival romántico y adversario general para Banner, los dos a veces trabajan juntos para combatir amenazas mayores.
El personaje ha aparecido en varias adaptaciones de medios, incluidas novelas, videojuegos, películas animadas y series de televisión. Talbot apareció en la película de 2003 Hulk, interpretado por Josh Lucas y en la serie Agents of S.H.I.E.L.D., interpretado por Adrian Pasdar, que es parte de Marvel Cinematic Universe. En este último, es un adversario y más tarde es un aliado a S.H.I.E.L.D. antes de convertirse finalmente en la versión de UCM del villano Gravitón.

## Biografía del personaje ficticio
Glenn Talbot era un militar que durante muchos años cazó al Increíble Hulk, mientras estaba bajo el mando del General Thaddeus "Thunderbolt" Ross. Además de cazar a Hulk y de ser nombrado jefe de seguridad de la Base Gamma, donde Ross era el oficial al mando, Talbot fue llevado a la base por otras dos razones, ambas por mandato del propio General: la primera consistía en mantener un ojo cercano sobre del científico civil Robert Bruce Banner, de quien Ross y Talbot sospechaban era un traidor por las desapariciones constantes de Banner y la conexión misteriosa entre Banner y Hulk, desconocido para ellos en un principio, se debían a sus transformaciones incontrolables en Hulk (resultado de la exposición completa de Banner a la radiación gamma desatada por una bomba gamma después rescatar a un adolescente llamado Rick Jones en la zona de pruebas restringida) La segunda razón fue para que Talbot se ganara el amor de la hija del general Betty Ross, que estaba enamorada de Banner. El General Ross, quien odiaba intensamente al joven delgado Banner, se opuso al amor de Betty por él porque sentía que Banner era demasiado tímido emocional y físicamente. Ross creía que Talbot, un verdadero militar como él, sería un pretendiente mucho mejor para su hija. Los esfuerzos románticos de Talbot se redoblaron cuando él (y el resto del mundo) descubrieron más tarde que Banner y Hulk son el mismo. Finalmente tuvo éxito y se casó con Betty tratando todo el tiempo de mantenerla alejada de Banner y Hulk.
Durante una misión fue tomado como rehén por el Gremlin e hizo un desastre sin sentido en su rescate. Para desbloquear su mente, el Doctor Leonard Samson hizo que Hulk (que era Banner bajo el control de un casco especial) desbloqueara lo que estaba manteniéndolo en un estado inconsciente. El proceso fue un éxito. Sin embargo, el matrimonio de Talbot con Betty se volvió tenso.
Entonces, él se tomó una licencia de la Base Gamma y terminó divorciándose de Betty, que más tarde admitió a Rick Jones que ella nunca había dejado de amar a Bruce Banner. Talbot siguió luchando contra el Hulk y trató de llevar a Banner frente a una corte marcial. Cuando el General Ross tuvo un colapso, Talbot fue ascendido a Coronel. Su vida permaneció relativamente sin incidentes hasta que Hulk irrumpió en la Base Gamma, en busca de su amor fallecido Jarella, que todavía estaba congelada criogénicamente. Se reveló que Talbot había disparado una pistola de rayos que envió a Hulk al universo subatómico. Este incidente fue el colmo final de su relación ya deteriorada con Betty. Pronto el Congreso recortó los fondos de la Base Gamma y Talbot decidió de una vez por todas detener a Hulk utilizando el Vagón de Guerra.
Glenn Talbot murió luchando contra Hulk en Japón mientras pilotaba el prototipo del Vagón de Guerra. Recientemente, sin embargo, fue visto con vida y bien, en compañía de Betty Ross; a la vez, las circunstancias de su aparente resurrección no fueron reveladas.
A medida que el intento de golpe de estado de Washington D. C. se realiza, el Mayor Glenn Talbot aparece en la televisión nacional como parte del plan de la Inteligencia para tomar el control - sólo para ser revelado como un L.M.D. cuando el Hulk Rojo lo decapita.
Este L.M.D. estaba tan completamente reprogramado que se creyó a sí mismo como el resucitado Glenn Talbot, con todos los recuerdos de Talbot, incluyendo su amor por Betty Ross. El verdadero Talbot se presume que ha permanecido muerto durante todo este tiempo.
Durante la historia de Guerra de Caos, Glenn Talbot regresa de entre los muertos después de lo que pasó con los reinos de la muerte.

## Familia
Desde su "muerte" también han aparecido dos de los familiares de Talbot. Tiene un hermano menor llamado Brian Talbot que era miembro del Gamma Corps como Grey (que luce el ADN de Hulk y Leader). Formado en artes marciales. El ADN del líder no hace que Gray sea tan inteligente como Prodigy, pero tiene un brillante estratega militar y parece haber sido una forma de evitar que pierda el control. Brian a menudo era intimidado y golpeado por su hermano mayor y, de hecho, estaba encantado de saber de su muerte. Afirmó que se unió al Cuerpo Gamma porque Hulk era peligroso, pero en realidad era hacer lo que Glenn no podía hacer: destruir a Hulk
Talbot también tiene un sobrino llamado Matt Talbot, que también es miembro del ejército.

## Otras versiones

### House of M
En House of M, Glenn Talbot está casado con Betty Ross.

### Ultimate Marvel
En Ultimate Marvel, una versión de Talbot apareció en Ultimate Fantastic Four como el General Talbot. Talbot es presentado como un colega y amigo del Thunderbolt Ross. Él opera en el gabinete estratégico del Edificio Baxter. Su nombre completo es General Glenn M. Talbot.

### Avengers: X-Sanction
Durante Avengers: X-Sanction, Cable inicialmente confundió al Hulk Rojo con un enemigo suyo del futuro, llamado 'Talbot', sugiriendo que uno de los familiares de Talbot se convertirá en otro Hulk Rojo en alguna fecha futura. Las versiones futuras de Wolverine y Hulk (que se asemejan al Viejo Logan y Maestro respectivamente) hablan con el Presidente de los Estados Unidos, que se parece a un Red Hulk con el bigote de Talbot.

## En otros medios

### Televisión

#### Animación
- Glenn Talbot apareció en la serie de los 1960s The Marvel Super Heroes, con la voz de John Vernon.

- Glenn Talbot apareció en la serie de los 1980s Incredible Hulk con la voz de Pat Fraley. En esta versión, el primer nombre del Mayor Talbot fue cambiado de Glenn a "Ned". Fue apodado por las tropas en secreto como "Cabeza de chorlito Ned" por el hecho de que él era muy torpe, era un poco cobarde, él aspiró al General Ross, y es a menudo engañado por el enemigo a través de los 13 episodios.

- Glenn Talbot también apareció en la serie animada de 1996 UPN de The Incredible Hulk con la voz de Kevin Schon. Se mostró que actúa como la mano derecha del General "Thunderbolt" Ross. También está demostrado que tiene un interés romántico por Betty Ross, pero ella lo rechaza constantemente porque él no hace un buen trabajo de ocultar su desdén por tanto Bruce Banner o Hulk. Después de encontrarse con el Motorista Fantasma, él reflejó su propio lado malo y se volvió más serio y altruista.

- El Cor. Glenn Talbot apareció en The Avengers: Earth's Mightiest Heroes episodio "Pesadilla en Rojo" con la voz de Troy Baker. Él aparece como un miembro de la unidad de Hulkbusters del General Ross.

- Talbot tiene una aparición en Iron Man: Armored Adventures episodio "La ira de Hulk". En esta versión, él parece ser un asiático americano en lugar de caucásico, como en los cómics. Debuta como un agente de S.H.I.E.L.D. bajo el mando del General Ross, aunque él se niega a destruir la ciudad a favor de destruir a Hulk.

#### Acción en vivo
Glenn Talbot aparece en como un personaje recurrente en la serie de la cadena ABC Agents of S.H.I.E.L.D., interpretado por el actor Adrian Pasdar. Esta versión de Talbot no se desempeña como un villano, empezando como un rival de Phil Coulson y su equipo y convirtiéndose con el tiempo en un aliado. Aunque no le cae bien S.H.I.E.L.D. ni Coulson, aparece cuando se lo necesita. Introducido en un cameo en el episodio de la primera temporada " Providence " antes de hacer una aparición más prominente en " Nothing Personal", esta encarnación se promueve del rango de coronel a brigadier general por sus esfuerzos en derribar los restos de S.H.I.E.L.D. después de la revelación que la organización había sido comprometida por Hydra. Finalmente forma una relación de mala gana con el nuevo S.H.I.E.L.D. secreto bajo el director Phil Coulson, y en la tercera temporada se convierte en el jefe de la Unidad de contención avanzada de amenazas (ATCU), la organización del frente del presidente para S.H.I.E.L.D.
En el "Fin del Mundo" de la temporada 4, Talbot se queda en estado de coma por una herida en la cabeza infligida por un Life Model Decoy, o un androide que se hace pasar por Daisy Johnson. En la temporada 5, se despierta, pero sufre de arrebatos emocionales esporádicos. Él es llevado a la custodia de la General Hale, una agente durmiente de Hydra en la Fuerza Aérea, que lo somete a un lavado de cerebro post-hipnótico. Después de su rescate, su lavado de cerebro se activa brevemente, y traiciona la ubicación de S.H.I.E.L.D. a Hydra. Para redimirse, Talbot se infunde con la sustancia gravitacional que manipula la gravedad y mata guerreros alienígenas que están atacando a S.H.I.E.L.D. Bajo la influencia de la sustancia, Talbot decide adquirir las cantidades más grandes de Gravitonium enterradas debajo de la superficie de la Tierra para mejorar su poder y proteger unilateralmente a la Tierra de Thanos. Con este fin, él mata a Hale, fuerza la cooperación de Coulson, y coacciona a Robin Hinton para revelar la ubicación del Gravitonium. Él tiene una batalla final con Daisy que gana la ventaja al inyectarse el suero de ciempiés y lo lanza al espacio donde se congela hasta la muerte. En una línea de tiempo alternativa donde no es derrotado porque el suero ya ha sido usado en Coulson, sus acciones terminan destruyendo gran parte de la Tierra, lo que resulta en un futuro distópico donde los restos de la humanidad han sido esclavizados por los Kree; Johnson es culpada por el cataclismo debido a la poca retención de registros históricos.

### Películas
En la película Hulk de 2003, el Mayor Glenn Talbot es interpretado por Josh Lucas y es un antagonista menor en la trama. En esta versión, es un exmilitar convertido en ejecutivo de biociencias en una compañía que también es una contratista del Departamento de Defensa de poder político. Él es un viejo conocido perdido de Betty Ross (que le conoció cuando ella estaba en la universidad, y él era un oficial al mando del Gen. Ross). Este Talbot es ambicioso, agresivo y obsesionado con hacer una gran fortuna rápidamente; él se dirige al laboratorio de Betty y de Bruce para la adquisición hostil, si siguen rechazando sus ofertas de abandonar el laboratorio con el fin de trabajar para su empresa. Más tarde en la película, se obsesiona en conseguir una muestra de tejido de Hulk para las aplicaciones de tipo "súper soldado" para los militares. A lo largo de la película, sus intentos de intimidar a Banner constantemente resultan en él siendo apaleado por Hulk. Al capturar a Banner, Talbot comienza a extraer tejido, pero falla cuando Banner se las arregla para liberarse. Ross ordena a Talbot que venga con él, a fin de tener una evacuación total del centro de detención subterráneo. Sin embargo, Talbot ignora las órdenes de Ross por un bloqueo. Talbot es asesinado cuando dispara un misil explosivo a Hulk, y rebota en la piel impenetrable de Hulk y regresa hacia Talbot. En una versión anterior del guion, Talbot (en lugar de Emil Blonsky) se convierte en la Abominación y más tarde lucha contra Hulk. [cita requerida]

### Videojuegos
El Mayor Glenn Talbot aparece en el videojuego de 2008 The Incredible Hulk con la voz de Michael Gannon. Al igual que en los cómics, Talbot considera a ambos Banner y Hulk como una amenaza para la humanidad. Más tarde en el juego, se convierte en un jefe, como sus acciones contra Banner/Hulk llegan al punto donde el propio Talbot es un peligro para la seguridad civil, sus estrategias van desde tratar de lanzar misiles en una zona civil para destruir a Hulk hasta secuestrar a Betty Ross y ponerse un traje Hulkbuster impulsado por energía nuclear para luchar contra él directamente, pretendiendo hacer pasar las bajas civiles como la culpa de Hulk una vez que su enemigo haya sido derrotado. Cuando es derrotado, un mecanismo de autodestrucción se activa en su Hulkbuster, pretendiendo matar a Hulk junto a él y toda la ciudad. Hulk lanza el traje de Talbot a la atmósfera superior, luego su armadura Hulkbuster explota de manera segura, matando a Talbot.